# Le bagnanti (Fragonard)
Le bagnanti è un dipinto di Jean-Honoré Fragonard risalente al 1765, custodito al Louvre.

## Descrizione e stile
Il dipinto mostra un gruppo di giovani fanciulle che si bagnano spensierate in uno specchio d'acqua immerso nel verde. Il tema dell'opera, comune ad altri lavori di Fragonard, intende mostrare la vita "dissoluta" dell'aristocrazia francese, un'esistenza di svaghi e divertimenti.
Nel dipinto si nota una certa influenza di Rubens, ravvisata nella scelta dei colori e nelle forme delle figure femminili.